# Рабат
Рабат (арап. الرباط) је главни град Марока и седми по величини град у земљи са градским становништвом од приближно 580.000 (2014) и популацијом метрополе од преко 1,2 милиона. То је такође главни град административне регије Рабат-Сале-Кенитра. Град се налази на Атлантику, на ушћу реке Боу Регрег. Иако је главни град Марока, Рабат је у сени веће и економски снажније Казабланке.
Рабат је у 12. веку основао владар Алмохада Абд ал-Мумин као војни град. Град је постојано растао, мада је имао у подужи период опадања након пропасти Алмохада. У 17. веку Рабат је постао уточиште барберских гусара. Французи су 1912. године успоставили протекторат над Мароком и Рабат учинили његовим административним центром. Мароко је постигао независност 1955. године и Рабат је постао његова престоница.
Рабат, Темара и Сале чине конурбацију од преко 1,8 милиона људи. Проблеми повезани са муљем умањили су Рабатову улогу луке; међутим, Рабат и Сале и даље одржавају важну текстилну, прехрамбену и грађевинску индустрију. Поред тога, туризам и присуство свих страних амбасада у Мароку служе да Рабат учине једним од најважнијих градова у земљи. CNN је мароканску престоницу рангирао на друго место међу „Топ туристичким дестинацијама у 2013. години”. То је један од четири царска града Марока, а медина Рабата је наведена као локација светске баштине. Рабат је доступан возом преко ONCF система и авионом преко оближњег аеродрома Рабат-Сале.

## Географија

### Клима
Рабат карактерише средоземна клима (Csa) са топлим до врућим сувим летима и благим влажним зимама. Град је смештен уз Атлантски океан и има благу, умерену климу, која прелази са хладних зими на топле дане у летњим месецима. Ноћи су увек прохладне (или зими хладне, понекад могу достићи и испод 0 °C), а дневне температуре углавном расту око 7-8 °C. Зимске високе температуре обично досежу само 17,2 °C у децембру – фебруару. Летњи дневни максимуми температуре обично се крећу око 25 °C, али повремено могу прећи и 30 °C, нарочито током топлотних таласа. Летње ноћи су обично пријатне и прохладне, у распону од 11 °C до 19 °C и ретко прелазе 20 °C. Рабат припада субхумидној биоклиматској зони са просечном годишњом количином падавина од 560 mm.
| Клима Рабата (Рабат-Сале аеродром) 1961–1990, екстреми 1943–садашњост                 | Клима Рабата (Рабат-Сале аеродром) 1961–1990, екстреми 1943–садашњост | Клима Рабата (Рабат-Сале аеродром) 1961–1990, екстреми 1943–садашњост | Клима Рабата (Рабат-Сале аеродром) 1961–1990, екстреми 1943–садашњост | Клима Рабата (Рабат-Сале аеродром) 1961–1990, екстреми 1943–садашњост | Клима Рабата (Рабат-Сале аеродром) 1961–1990, екстреми 1943–садашњост | Клима Рабата (Рабат-Сале аеродром) 1961–1990, екстреми 1943–садашњост | Клима Рабата (Рабат-Сале аеродром) 1961–1990, екстреми 1943–садашњост | Клима Рабата (Рабат-Сале аеродром) 1961–1990, екстреми 1943–садашњост | Клима Рабата (Рабат-Сале аеродром) 1961–1990, екстреми 1943–садашњост | Клима Рабата (Рабат-Сале аеродром) 1961–1990, екстреми 1943–садашњост | Клима Рабата (Рабат-Сале аеродром) 1961–1990, екстреми 1943–садашњост | Клима Рабата (Рабат-Сале аеродром) 1961–1990, екстреми 1943–садашњост | Клима Рабата (Рабат-Сале аеродром) 1961–1990, екстреми 1943–садашњост |
| Показатељ \ Месец                                                                     | .Јан.                                                                 | .Феб.                                                                 | .Мар.                                                                 | .Апр.                                                                 | .Мај.                                                                 | .Јун.                                                                 | .Јул.                                                                 | .Авг.                                                                 | .Сеп.                                                                 | .Окт.                                                                 | .Нов.                                                                 | .Дец.                                                                 | .Год.                                                                 |
| ------------------------------------------------------------------------------------- | --------------------------------------------------------------------- | --------------------------------------------------------------------- | --------------------------------------------------------------------- | --------------------------------------------------------------------- | --------------------------------------------------------------------- | --------------------------------------------------------------------- | --------------------------------------------------------------------- | --------------------------------------------------------------------- | --------------------------------------------------------------------- | --------------------------------------------------------------------- | --------------------------------------------------------------------- | --------------------------------------------------------------------- | --------------------------------------------------------------------- |
| Апсолутни максимум, °C (°F)                                                           | 27,0 (80,6)                                                           | 31,0 (87,8)                                                           | 32,6 (90,7)                                                           | 35,6 (96,1)                                                           | 39,8 (103,6)                                                          | 43,7 (110,7)                                                          | 45,6 (114,1)                                                          | 45,8 (114,4)                                                          | 42,3 (108,1)                                                          | 36,3 (97,3)                                                           | 35,1 (95,2)                                                           | 28,3 (82,9)                                                           | 45,8 (114,4)                                                          |
| Максимум, °C (°F)                                                                     | 17,2 (63)                                                             | 17,7 (63,9)                                                           | 19,2 (66,6)                                                           | 20,0 (68)                                                             | 22,1 (71,8)                                                           | 24,1 (75,4)                                                           | 26,8 (80,2)                                                           | 27,1 (80,8)                                                           | 26,4 (79,5)                                                           | 24,0 (75,2)                                                           | 20,6 (69,1)                                                           | 17,7 (63,9)                                                           | 21,9 (71,4)                                                           |
| Просек, °C (°F)                                                                       | 12,6 (54,7)                                                           | 13,1 (55,6)                                                           | 14,2 (57,6)                                                           | 15,2 (59,4)                                                           | 17,4 (63,3)                                                           | 19,8 (67,6)                                                           | 22,2 (72)                                                             | 22,4 (72,3)                                                           | 21,5 (70,7)                                                           | 19,0 (66,2)                                                           | 15,9 (60,6)                                                           | 13,2 (55,8)                                                           | 17,2 (63)                                                             |
| Минимум, °C (°F)                                                                      | 8,0 (46,4)                                                            | 8,6 (47,5)                                                            | 9,2 (48,6)                                                            | 10,4 (50,7)                                                           | 12,7 (54,9)                                                           | 15,4 (59,7)                                                           | 17,6 (63,7)                                                           | 17,7 (63,9)                                                           | 16,7 (62,1)                                                           | 14,1 (57,4)                                                           | 11,1 (52)                                                             | 8,7 (47,7)                                                            | 12,5 (54,5)                                                           |
| Апсолутни минимум, °C (°F)                                                            | −3,2 (26,2)                                                           | −2,6 (27,3)                                                           | −1,0 (30,2)                                                           | 3,8 (38,8)                                                            | 5,3 (41,5)                                                            | 10,0 (50)                                                             | 11,6 (52,9)                                                           | 13,0 (55,4)                                                           | 10,0 (50)                                                             | 7,0 (44,6)                                                            | −0,6 (30,9)                                                           | 0,9 (33,6)                                                            | −3,2 (26,2)                                                           |
| Количина падавина, mm (in)                                                            | 77,2 (3,039)                                                          | 74,1 (2,917)                                                          | 60,9 (2,398)                                                          | 62,0 (2,441)                                                          | 25,3 (0,996)                                                          | 6,7 (0,264)                                                           | 0,5 (0,02)                                                            | 1,3 (0,051)                                                           | 5,7 (0,224)                                                           | 43,6 (1,717)                                                          | 96,7 (3,807)                                                          | 100,9 (3,972)                                                         | 554,9 (21,846)                                                        |
| Дани са падавинама                                                                    | 9,9                                                                   | 9,8                                                                   | 9,0                                                                   | 8,7                                                                   | 5,7                                                                   | 2,4                                                                   | 0,3                                                                   | 0,4                                                                   | 2,4                                                                   | 6,4                                                                   | 10,2                                                                  | 10,4                                                                  | 75,6                                                                  |
| Релативна влажност, %                                                                 | 82                                                                    | 82                                                                    | 80                                                                    | 78                                                                    | 77                                                                    | 78                                                                    | 78                                                                    | 79                                                                    | 80                                                                    | 79                                                                    | 80                                                                    | 83                                                                    | 80                                                                    |
| Сунчани сати — месечни просек                                                         | 179,9                                                                 | 182,3                                                                 | 232,0                                                                 | 254,5                                                                 | 290,5                                                                 | 287,6                                                                 | 314,7                                                                 | 307,0                                                                 | 261,1                                                                 | 235,1                                                                 | 190,5                                                                 | 180,9                                                                 | 2.916,1                                                               |
| Извор #1:                                                                             |                                                                       |                                                                       |                                                                       |                                                                       |                                                                       |                                                                       |                                                                       |                                                                       |                                                                       |                                                                       |                                                                       |                                                                       |                                                                       |
| Извор #2: Немачка метеоролошка служба (влажност, рекордне високе и најниже вредности) |                                                                       |                                                                       |                                                                       |                                                                       |                                                                       |                                                                       |                                                                       |                                                                       |                                                                       |                                                                       |                                                                       |                                                                       |                                                                       |

## Историја
Рабат су недалеко од рушевина римског насеља Sala Colonia (које су око 250. године Римљани напустили и препустили локалним владарима) изградили као тврђаву Алмохади (12. век) у току борби са Шпанцима. Трећи алмохадски султан, Јакуб ал-Мансур (око 1160 - 1199), преселио је ту своју престолницу и назвао је Рибат ал-Фат (Победничко утврђење), из тог назива изведено је име данашњег града, Рабат. Он је подигао и велики зид унутар којег се развило историјско средиште града, Казба Удаја и 1196. године започео изградњу монументалне џамије, која је требала бити највећа на свету, али није успео да је доврши, јер је у међувремену преминуо, од ње је до данас остао Хаснов торањ, полудовршени минарет. Од 13. века почела је стагнација Рабата, јер је престолница постао град Фес. Након 1609. године уједињени градови Рабат и Сале, познати као Сале Џадида, постали су уточиште великом броју протераних андалузијских Мавра из Шпаније. Они су 1627. године основали заједничку државу познату као Боу Регрег, која је постала једно од најјачих упоришта северноафричких Берберских пирата који су опасно угрозили пловидбу уз афричку обалу, али и по Медитерану.
Султан Исмаил Ибн Шариф покушао је 1672. године да смањи њихов профит високим порезима и тако ограничити њихову активност, али је тек одлучна акција европских поморских земаља 1768. године уродила плодом, тако да је она готово престала пред крај 18. века. Пиратска држава Боу Регрег се распала 1818. године, а Рабат је постао поновно центар пиратства, због чега га је 1829. године бомбардовала аустријска морнарица.
Године 1911. окупирали су га Французи те је од 1912. године седиште француске колонијалне управе (Француски протекторат Мароко). По налогу француског гувернера, генерала Лоја Хуберта Лиоте, почео се градити нови део Рабата за администрацију, Ville Nouvelle, у стилу француских градова, који је и данас центар града.
Тридесетих година 20. века Рабат је жариште отпора мароканског народа колонијализму. Он је мета савезничке инвазије у новембру 1942. године. Након рата Америчка ратна авијација преузела је бившу француску ваздушну базу Рабат - Сала, која је била изузетно значајна као одскочна даска стратешких бомбардера Боеинг Б-47 Стратоџет.
Године 1956. постаје главни градом независног Марока. Након што је база коришћена за интервенцију у Либану 1958. године, Мароканци су затражили да Американци напусте базу Рабат-Сале. Они су је напустили 1960. године преселивши стратешке бомбардере у Шпанију.

## Становништво
| Година       |
| Становништво |
| ------------ |

## Партнерски градови
Рабат је партнерски град са:
- Витлејем
- Бурса
- Лисабон[13]
- Мадрид
- Севиља
- Тунис
- Истанбул
- Атина
- Багдад
- Дамаск
- Лас Палмас де Гран Канарија
- Санто Доминго
- Округ Хонолулу
- Гуангџоу[14]
- Лион[15]
- Наблус[16]

## Галерија
- Река Боу Регрег и Касба од Удаја
- Чела минарет
- Хасанов пут и маузолеј Мохамеда
- Рабат, Авенија Мохамеда
- Зграда парламента
- Рабат виђен са Спот сателита
- Центар Рабата
- Аеродром Рабат–Сале
- Залазак сунца поред Кварта l'Океан
- Улица старог града
- Улица старог града
- Улица старог града
- Улица старог града
- Гробље Ал Шоухада
- Капија Баб Ел-Хад
- Капија Баб Рауа
- Капија Баб Оудаја
- Могући потомци берберског лава у Рабатском зоолошком врту у близини града